# هيرويا ساتو
هيرويا ساتو هو مجدف ياباني، ولد في 25 أغسطس 1976 في مياغي في اليابان.

## وصلات خارجية
- هيرويا ساتو على موقع الاتحاد الدولي للتجديف (الإنجليزية)
- هيرويا ساتو على موقع اللجنة الأولمبية الدولية (الإنجليزية)
- هيرويا ساتو على موقع أوليمبيديا (الإنجليزية)